# Charles Tolliver
Pour les articles homonymes, voir Tolliver.
Charles Tolliver, né le 6 mars 1942 à Jacksonville (Floride), États-Unis, est un trompettiste de jazz.

## Biographie
La carrière de Charles Tolliver commence en 1964 lorsque Jackie McLean lui donne sa chance, il vient à l'époque d'abandonner ses études de pharmacie. Il en registre alors avec lui les albums It's Time et Action chez Blue Note.
Il accompagnera par la suite de nombreux musiciens de renom, tels que Roy Haynes, McCoy Tyner, Sonny Rollins, Roy Ayers, etc.
En 1969, il crée le quartet Music Inc dont le 1er album sortira en 1971 sur le label Strata-East Records qu'il vient lui-même de créer en collaboration avec Stanley Cowell.

## Discographie

### En tant que leader ou coleader
- 1968: Charles Tolliver And His All Stars (Black Lion Records)
- 1969: The Ringer (Freedom Records)
- 1972: Live at Slugs, Vols. 1 & 2 (Strata-East Records)
- 1971: Charles Tolliver's Music Inc., Music Inc. (Strata-East Records)
- 1972: Impact (Live) (Enja Records)
- 1972: Grand Max (Black Lion Records)
- 1973: Charles Tolliver's Music Inc., Live In Tokyo (Strata-East Records)
- 1974: Charles Tolliver's Music Inc., Live At The Loosdrecht Jazz Festival (Strata-East Records)
- 1975: Paper Man (Freedom Records)
- 1980: Compassion (Strata-East Records)
- 1988: Live in Berlin at the Quasimodo (Strata-East Records)
- 2007: Charles Tolliver Big Band, With Love (Blue Note)
- 2009: Emperor March: Live at the Blue Note (Halfnote Records)
- 2020: Connect : ( Gearbox )

### En tant que sideman

#### Avec Jackie Mclean
- 1964: It' Time (Blue Note)
- 1964: Action (Blue Note)
- 1966: Jacknife (Blue Note)

#### Avec Booker Ervin
- 1966: Structurally Sound (Blue Note)

#### Avec Gerald Wilson Orchestra
- 1967: Live And Swinging (Pacific Jazz)

#### Avec Roy Ayers
- 1967: Virgo Vibes (Atlantic)
- 1968: Stoned Soul Picnic (Atlantic)
- 1976: Red, Black & Green (Polydor)

#### Avec Gary Bartz
- 1968: Another Earth (Milestones)

#### Avec Horace Silver
- 1968: Serenade To A Soul Sister (Blue Note)

#### Avec Max Roach
- 1968: Members Don't Git Weary (Atlantic)

#### Avec McCoy Tyner
- 1972: Song For My Lady (Milestones)

#### Avec Doug Carn
- 1972: Spirit Of The New Land (Black Jazz Records)

#### Avec Oliver Nelson
- 1973: Swiss Suite (RCA Records)

#### Avec Andrew Hill
- 1968: Dance With Death (Blue Note)
- 1975: One For One (Blue Note)
- 2006: Time lines (Blue Note)

## Sources
- Jazzman N°156 (Juillet/Août 2009): Charles Tolliver: "On n'est pas à l'opéra"